# Cistus inflatus
Cistus inflatus là một loài thực vật có hoa trong họ Nham mân khôi. Loài này được Pourr. ex J.-P.Demoly mô tả khoa học đầu tiên năm 1997.